# Volcán Antisana
El Intisana es un estratovolcán activo, situado en el norte de Ecuador (Region amazónica), en la Provincia de Napo. Perteneciente a la cordillera de los Andes, específicamente a los Andes septentrionales, cuenta con una altitud de 5758 m s. n. m.; por lo que es la cuarta montaña más alta del Ecuador y de los Andes septentrionales, solo superado por el volcán Chimborazo, el volcán Cotopaxi y el volcán Cayambe.
Su última erupción se remonta a 1801 y 1802; no obstante, se encuentra en constante observación por parte del Instituto Geofísico de la Escuela Politécnica Nacional. Se localiza a 28 km al oeste de la ciudad de Baeza, a 37 km al sureste de Sangolquí, a 47 km al este de Machachi y a 48 km al sureste de Quito. El volcán y sus alrededores forman parte del Parque Nacional Antisana, una reserva que forma parte del Sistema Nacional de Áreas Protegidas del Ecuador. El Antisana es considerado el monumento natural más emblemático del Cantón Quijos; asimismo, es uno de los principales atractivos turísticos de la zona.

## Aspecto
Su cumbre alcanza 5758 m con un edificio basal de 13 km de diámetro ligeramente elongado en sentido E-O. Se reconocen dos edificios volcánicos en el Antisana: el Antisana I, que es un edificio viejo y erosionado ubicado en la parte oriental del complejo, y el Antisana II que representa el edificio joven potencialmente activo. La parte superior del edificio es fundamentalmente lávica, con flujos de lava que afloran radiales a la cumbre y cuyos frentes se pueden ver bajo el pie del glacial. Sobre la base de los estudios estratigráficos realizados en la zona se ha concluido que el edificio habría crecido durante y posteriormente a la última glaciación del Pleistoceno. Los flancos inferiores del edificio están cubiertos por morrenas y flujos de lava, sin embargo, en las laderas occidentales afloran secuencias espesas de depósitos de flujos piroclásticos y flujos de escombros. Su glaciar perdió al menos 36% de su masa original en los últimos 50 años. Por su importancia estratégica, es la más estudiada de estas cumbres andinas. Se mide su longitud anualmente y su masa cada mes. El deshielo de su casco glaciar y los páramos ubicados alrededor del volcán son una de las fuentes más importantes de agua potable para la ciudad de Quito, capital de Ecuador.

## Vulcanismo
El volcán se originó sobre los restos de una antigua caldera volcánica, que en la actualidad, el volcán lo ocupa casi toda. Según Hall et al. (2012) el Antisana II habría experimentado una actividad eruptiva regular desde hace más de 14000 años, registrándose al menos 40 erupciones pequeñas a moderadas en este periodo de tiempo. Este tipo de actividad se habría detenido hace aproximadamente 1000 años o al menos no se tiene un registro geológico claro de actividad más reciente.
En el periodo histórico se presume que han ocurrido al menos 4 erupciones: 1590-1600, 1760, 1773 y 1802. Sin embargo, debido a la situación remota del volcán no existen relatos detallados de las mismas. Las erupciones de 1760 y 1773 fueron erupciones efusivas (flujos de lava) que actualmente han sido asociadas a la Caldera de Chacana y no al Antisana propiamente dicho. La supuesta erupción de 1802 corresponde a un relato de Alexander von Humboldt que refería la presencia de humo cerca del volcán, sin embargo no existe otra confirmación de este fenómeno. Actualmente no se observa ningún tipo de actividad fumarólica en el Antisana, sin embargo, algunos montañistas han reportado olor a azufre en las partes altas.
En la actualidad se considera un volcán activo, debido a la actividad de varias aguas termales en la Quebrada del Azufre Grande, y erupciones pasadas relativamente recientes. El volcán se sitúa sobre un páramo casi deshabitado y alejado de la civilización; sin embargo, puede ser un riesgo si vuelve a entrar en erupción, ya que está cubierto siempre de nieve, y puede ocasionar lahares que podrían anegar de agua a Quito debido a que el volcán es una de las principales fuentes de este recurso para la ciudad. También se destruirían cosechas cercanas.

### Erupciones volcánicas
- 1590 a 1600: Al parecer, una lluvia de ceniza ocurrió en la zona donde está Antisana. No obstante, también pudo ser producto del Reventador.

- 1760: Se formó un flujo de lava de 2 km de longitud

- 1773: Fue una erupción demasiado potente, creándose muchos flujos de lava.

- 1802: También fue potente. Fue una erupción de tipo estromboliano, que creó también flujos de lava. Se formó un domo en la cima haciendo desaparecer el cráter principal. Ocasionó lluvia de cenizas.